# The Mirror of Alchemy
The Mirror of Alchemy (gemoderniseerde spelling; archaïsch: Alchimy) is de eerste Engelse vertaling en druk van de Speculum alchemiae, die werd toegeschreven aan Roger Bacon, hoewel wellicht ten onrechte.
Het verscheen in Londen in 1597, maar in het Latijn en Frans circuleerde het al sinds minstens de vijftiende eeuw. In het Frans werd de tekst gedrukt in 1557. Het is een redelijk beknopt traktaat, waarin alchemie wordt gedefinieerd, metalen worden beschreven en het Grote Werk wordt gelegd met gangbare termen.
Een digitale transcriptie is gratis online beschikbaar.